# Casa Agostini
Palazzo della Seta è un palazzo di Pisa situato in via Santa Cecilia 18-24.
L'edificio è stato residenza della famiglia della Seta Gaetani (o Caetani) Bocca, insieme alla Villa di Corliano, fino al 1801 per divenire poi residenza dei Conti Agostini Fantini Venerosi della Seta, i cui discendenti Pilo Boyl per linea femminile lo mantengono tuttora. Oggi sede della Scuola Superiore Sant'Anna
Il palazzo principale, al civico 24, si presenta molto semplice, quasi a voler nascondere la grandiosità al di là del portone. Si eleva su tre livelli ai quali corrispondono tre ordini di aperture. Il piano terra, trattato a bugnato liscio, presenta aperture quadrangolari e ingresso monumentale con arco a tutto sesto. La regolare disposizione delle aperture e l'uso del Classicismo semplificato caratterizzano stilisticamente il prospetto di via S. Cecilia.
Varcata la soglia del portale a bozze ci si trova un imponente ingresso a colonne decorato con i medaglioni in pietra raffiguranti antenati e blasoni delle famiglie imparentate ai della Seta che porta poi al cortile adibito a giardino di agrumi. Dall'ingresso si accede per mezzo di un'elegante scalinata al piano nobile che tra la fine del Seicento e gli inizi del Settecento subì fastose trasformazioni. Orazio Felice commissionò per gli appartamenti del piano nobile alcuni affreschi ai fratelli Melani. Poco dopo riuscì ad ampliare il palazzo fino a via Cacciarella (oggi via R. Fucini). Infine alla fine del Settecento, al piano nobile, venne costruito un teatro, ma già nei primi dell'Ottocento la "robba del teatro" venne portata alla Villa di Corliano e il teatrino venne trasformato in sala da musica.
Il portale a bozze di pietra squadrate dell'edificio al civico 18, inglobato nella seconda metà dell'Ottocento al Palazzo, presenta sulla sommità lo stemma dell'antica proprietaria, la famiglia Damiani.
L'edificio venne costruito tra il XIII e il XIV secolo, tramite una struttura con pilastri e archi di raccordo in muratura ancora visibile in facciata. Al piano terra i pilastri sono in pietra calcarea, mentre ai piani superiori sono in cotto. Ciascun solaio presenta quindi quattro archi ribassati, con ghiera leggermente sporgente, scanalata e lavorata (tranne quelle sotto al tetto, prive di decorazione); le finestre sono incorniciate in pietra serena.